# جورج بال
جورج بال (27 فبراير 1914 - 20 ديسمبر 1997 في المملكة المتحدة)  (بالإنجليزية: George Ball)‏ هو لاعب كريكت بريطاني (وحمل سابقاً جنسية المملكة المتحدة لبريطانيا العظمى وأيرلندا).